# Norges herrlandslag i handboll
Norges herrlandslag i handboll (norska: Norges herrelandslag i håndball, nynorska: Det norske herrelandslaget i handball) representerar Norge i handboll på herrsidan.

## Historia
Laget spelade sin första landskamp 17 juni 1947, och förlorade då med 8–11 mot Finland.
Lagets bästa placering någonsin var sjätte plats efter förlust i femteplatsmatchen mot såväl Polen med 18-20 i VM 1958 i Östtyskland som mot Sverige med 34-36 i hemma-EM 2008 före EM i Polen 2016 där laget slutade på fjärde plats efter förlust i bronsmatchen mot Kroatien med 24-31 och VM i Frankrike året därpå där laget tog sig hela vägen till final, men den gången vann laget mot Kroatien (i semifinalen), och vann silvermedalj, och sin första medalj någonsin, efter förlust i finalen mot värdlandet Frankrike med 26-33.
Vid 2019 års världsmästerskap i Danmark och Tyskland gick Norge återigen till final, där det blev stryk med 22–31 mot Danmark.
Två gånger har de kvalificerat sig för OS, 1972 (9:e plats) och 2020 (7:e plats).

## Kända spelare (urval)
- Christian Berge
- Steinar Ege
- Ole Erevik
- Frode Hagen
- Johnny Jensen
- Kristian Kjelling
- Roger Kjendalen
- Børge Lund
- Frank Løke
- Erlend Mamelund
- Bjarte Myrhol
- Glenn Solberg
- Kjetil Strand
- Christian O'Sullivan
- Håvard Tvedten
- Kent Robin Tønnesen
- Torbjørn Bergerud
- Sander Sagosen